# GMC Astro
GMC Astro (он же Chevrolet Titan) — крупнотоннажный грузовой автомобиль производства General Motors, выпускаемый с 1969 по 1987 год.

## История
В 1959 году компания GMC представила грузовики под названием Crackerbox, пришедшие на смену Chevrolet Advance Design. В 1969 году автомобиль GMC Crackerbox был заменён моделью GMC Astro. В 1970 году компания Chevrolet начала производство автомобиля Chevrolet Titan.
По сравнению с GMC Crackerbox, у автомобиля GMC Astro кабина удлинена на 54 мм. Приборная панель в кабине «круглая». С 1975 года на крышу автомобиля устанавливался спойлер.
Автомобиль Chevrolet Titan был снят с производства в 1980 году, тогда как автомобиль GMC Astro был снят с производства в 1987 году.

## Галерея

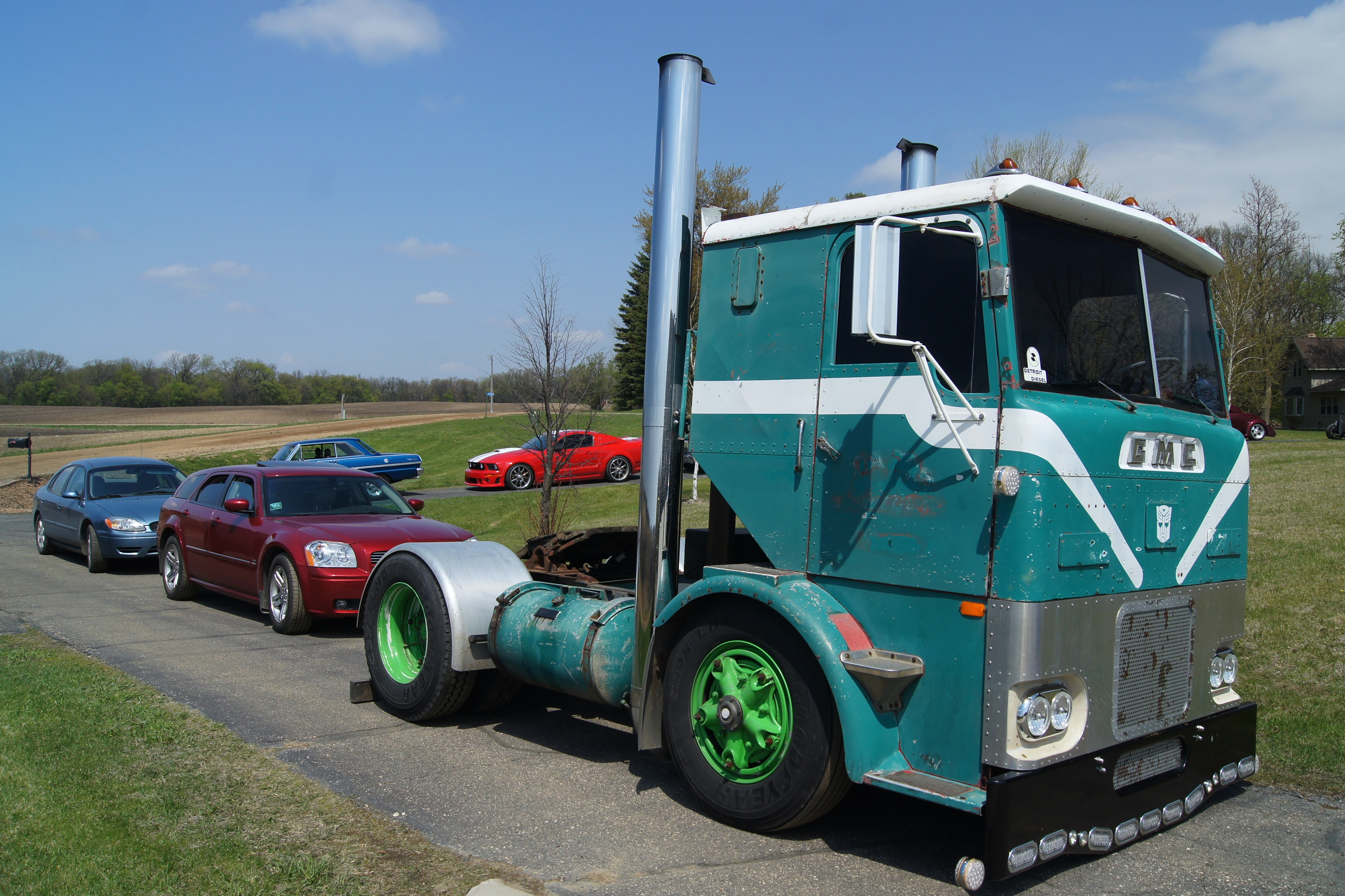
GMC Astro
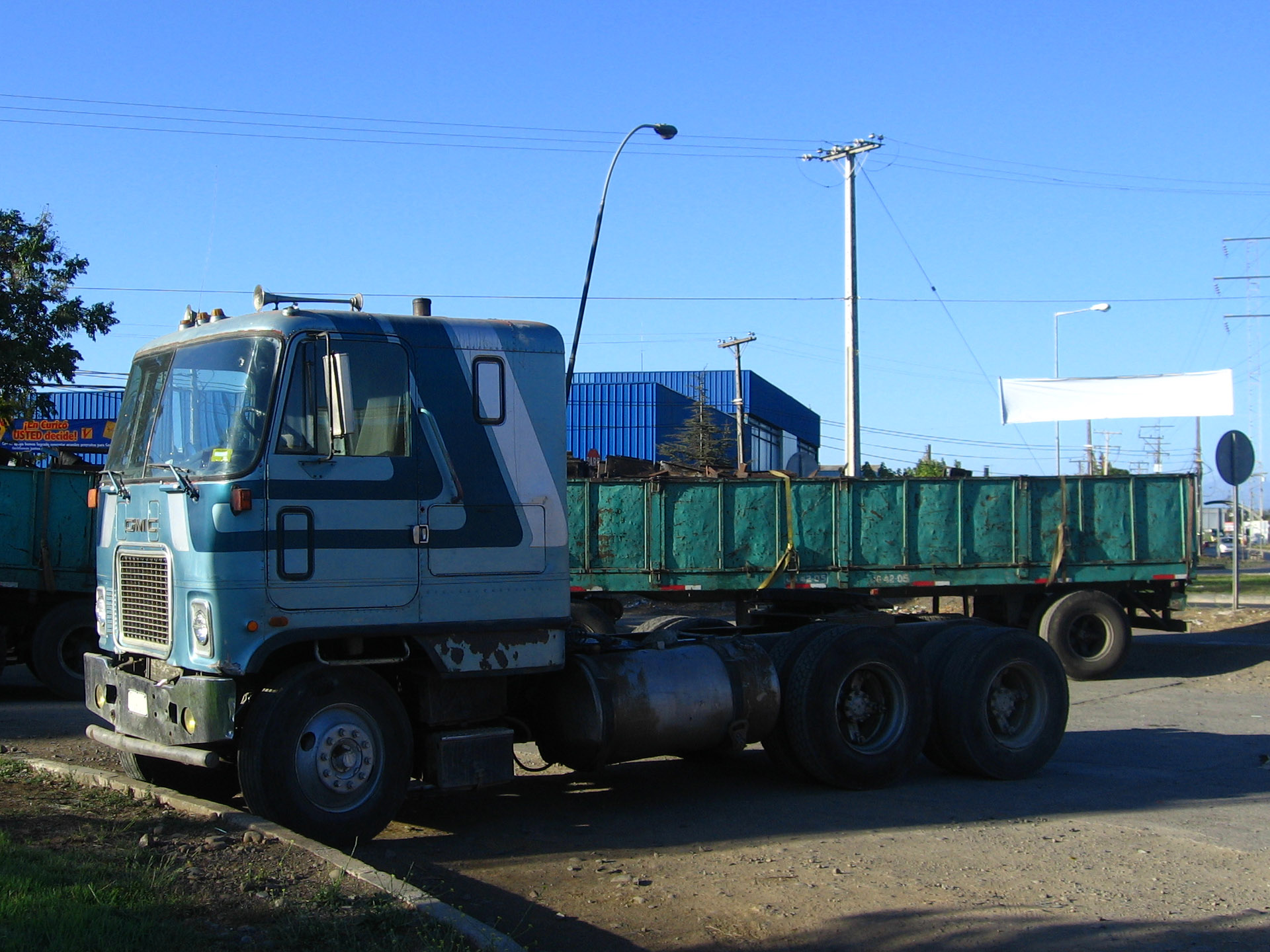
GMC Astro 95
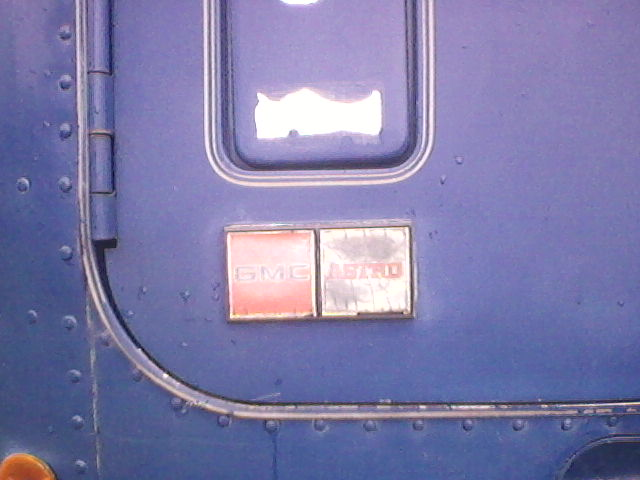
Логотип GMC Astro на двери
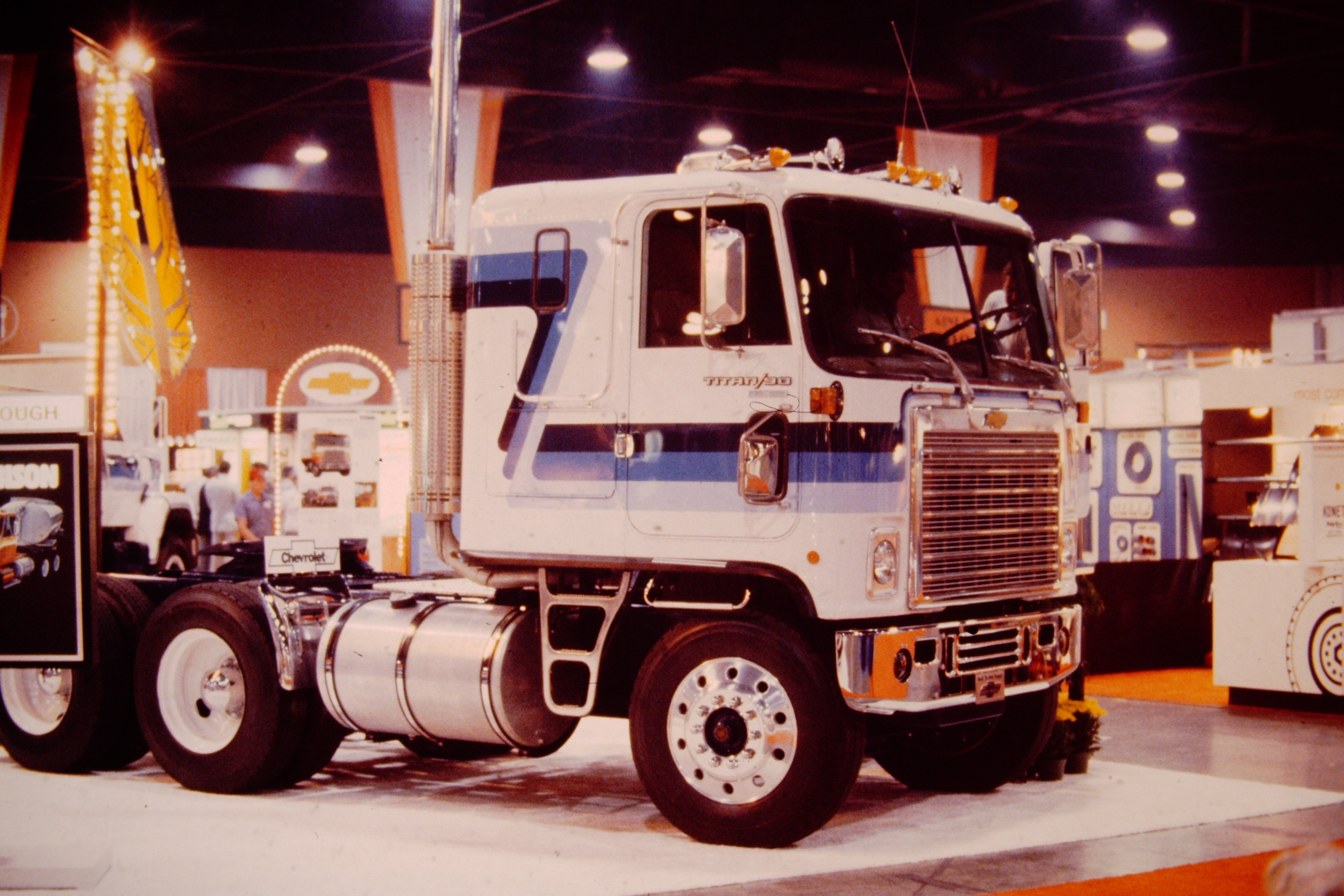
Chevrolet Titan 90